# Sevilla Atlético Club
Il Sevilla Atlético, chiamato in Italia Siviglia Atlético, è una squadra di calcio filiale del Sevilla Fútbol Club, con sede a Siviglia, in Spagna. Milita in Primera Federación, la terza serie del campionato spagnolo di calcio.
In quanto filiale del club principale, può giocare solo in categorie inferiori alla prima squadra e non le è consentito partecipare alla Coppa del Re.
Può essere costituita solo da giocatori di età inferiore a 23 anni o, in mancanza, da calciatori che hanno un'età massima di 25 anni e che possiedono un contratto professionistico con la prima squadra.

## Statistiche
- Stagioni in Segunda División: 3
- Stagioni in Segunda División B: 28
- Stagioni in Tercera División: 22
- Stagioni nei tornei regionali: 3

## Rosa 2017-2018
Rosa aggiornata al 2 febbraio 2018.
| N. |                      | Ruolo | Calciatore            |
| -- | -------------------- | ----- | --------------------- |
| 1  | Camerun (bandiera)   | P     | Fabrice Ondoa         |
| 2  | Spagna (bandiera)    | D     | David Carmona         |
| 3  | Spagna (bandiera)    | D     | Matos                 |
| 4  | Argentina (bandiera) | D     | Mariano Konyk         |
| 5  | Spagna (bandiera)    | D     | Álex Muñoz            |
| 6  | Spagna (bandiera)    | C     | José Amo              |
| 7  | Georgia (bandiera)   | C     | Giorgi Aburjania      |
| 8  | Camerun (bandiera)   | C     | Yan Brice             |
| 9  | Spagna (bandiera)    | A     | Carlos Fernández      |
| 10 | Spagna (bandiera)    | C     | Juanje                |
| 11 | Spagna (bandiera)    | C     | Alejandro Pozo        |
| 12 | Spagna (bandiera)    | D     | Felipe Rodríguez      |
| 13 | Spagna (bandiera)    | P     | José Antonio Caro     |
| 14 | Spagna (bandiera)    | A     | Federico San Emeterio |
| 15 | Giappone (bandiera)  | D     | Minoru Iwata          |

| N. |                     | Ruolo | Calciatore          |
| -- | ------------------- | ----- | ------------------- |
| 16 | Spagna (bandiera)   | C     | Curro               |
| 17 | Giappone (bandiera) | C     | Tatsuya Saito       |
| 18 | Spagna (bandiera)   | C     | Borja San Emeterio  |
| 19 | Spagna (bandiera)   | C     | Aitor Cantalapiedra |
| 20 | Spagna (bandiera)   | A     | Marc Gual           |
| 21 | Francia (bandiera)  | C     | Bilal Boutobba      |
| 22 | Spagna (bandiera)   | C     | Miguel Olavide      |
| 23 | Uruguay (bandiera)  | D     | Cristian González   |
| 24 | Uruguay (bandiera)  | C     | Felipe Carballo     |
| 25 | Spagna (bandiera)   | P     | Juan Soriano        |
| 26 | Spagna (bandiera)   | C     | José Mena           |
| 27 | Giappone (bandiera) | A     | Ryuta Sakamoto      |
| 28 | Spagna (bandiera)   | D     | Juan Berrocal       |
| 29 | Spagna (bandiera)   | C     | José Lara           |

## Palmarès

### Competizioni nazionali
- Segunda División B: 3

2004-2005, 2006-2007, 2015-2016
- Tercera División: 9

1960-1961, 1961-1962, 1980-1981, 1982-1983, 1983-1984, 1985-1986, 1986-1987, 1991-1992, 2000-2001
- Segunda Federación: 1

2023-2024 (gruppo 4)

### Altri piazzamenti
- Segunda División B:

Secondo posto: 1988-1989 (gruppo III), 1998-1999 (gruppo IV), 2010-2011 (gruppo IV)
Terzo posto: 1989-1990 (gruppo III), 2003-2004 (gruppo IV), 2005-2006 (gruppo IV)